# Список чинов Морского ведомства, захороненных в Тунисе

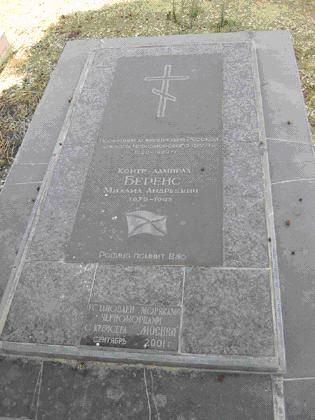
Мемориальная плита на могиле адмирала М. А. Беренса

Список чинов Морского ведомства, которые входили в состав личного состава Русской Эскадры (1920-1924), захороненных в Тунисе, на Русской секции христианского кладбища Боржель, христианском кладбище Уэд Аль Асель в Бизерте и в других местах.  Список дополняется и уточняется в ходе исследовательской работы учёных-историков.
- Афанасьев, Юлий Леонидович (1887-1929), капитан 2-го ранга.

- Баль Евгений Петрович (? - ?), старший лейтенант.

- Беренс, Михаил Андреевич (1879-1943), контр-адмирал.

- Берсенев, Анатолий Владимирович (1891 - 1950), лейтенант.

- Бирилев, Вадим Андреевич (1886-1961), капитан 2-го ранга.

- Брод, Вильгельм Дмитриевич (1885 - 1953), капитан 1-го ранга.

- Гаршин, Михаил Георгиевич (1882 – 1942), капитан 1-го ранга.

- Геттенбергер, Николай Федорович (1891-1967), старший лейтенант.

- Гильдебрант, Георгий Фридрихович (1882 – 1943), капитан 1-го ранга.

- Голубцов, Борис Георгиевич (1894 - ?), лейтенант.

- Гутан, Николай Рудольфович (1886 - 1944), капитан 1-го ранга.

- Давыдов, Евгений Евгеньевич (1891-?), старший лейтенант.

- Иванов, Алексей Васильевич (1888 - 1959), старший лейтенант.

- Иванов, Андрей Павлович (1892 - 1921), лейтенант.

- Клевцов,  Анатолий Степанович (1890 - 1960), лейтенант.

- Кокушкин, Павел Михайлович (1885 - 1938), старший лейтенант.

- Кублицкий, Александр Иванович (1884 - 1946), капитан 2-го ранга.

- Ланге, Александр Карлович (1887 - 1949), капитан 2-го ранга.

- Лопатин, Николай Иванович (1865 - 1929), генерал-майор.

- Манфановский, Аркадий Сергеевич (1894 - 1956), старший лейтенант.

- Манштейн, Александр Сергеевич (1888 - 1964), старший лейтенант.

- Медведев, Сергей Иванович (1886-?), старший лейтенант.

- Монастырёв, Нестор Александрович (1887-1957), капитан 2-го ранга, морской писатель и историк флота.

- Мордвинов, Константин Владимирович (1875 – 1948), капитан 1-го ранга.

- Небольсин, Евгений Константинович (1859 - ?), вице-адмирал.

- Николя, Владимир Владимирович (1881 - 1923), контр-адмирал.

- Пилипенко, Николай Владимирович  (1894 - 1977), лейтенант.

- Потапьев, Владимир Алексеевич (1882 – 1961), капитан 1-го ранга.

- Раден, Владимир Николаевич барон  (1885 - 1921), лейтенант.

- Романовский, Вячеслав Петрович (1884 - 1964), капитан 2-го ранга.

- Ропп Александр Эдуардович барон фон дер (?-?), старший лейтенант.

- Ропп Федор Лотарович,(?-?),  старший лейтенант.

- Рыков, Иван Сергеевич (1883 - 1954), капитан 2-го ранга.

- Тирнштейн, Константин Робертович (1869 - 1938), капитан 1-го ранга.

- Тихменев, Александр Иванович (1878-1959), контр-адмирал.

- Червинский, Всеволод Григорьевич (27.06.1894 - 23.04.1942), лейтенант.

- Штернфельс, Николай Иванович (1879 - 1955), капитан 2-го ранга.

- Юрьев, Вячеслав Георгиевич (1883 - 1958), капитан 1-го ранга.

- Янцевич, Сергей Петрович (1879-1944), капитан 1-го ранга.

## Дополнительные статьи
- Русская эскадра